# Establo Takasago

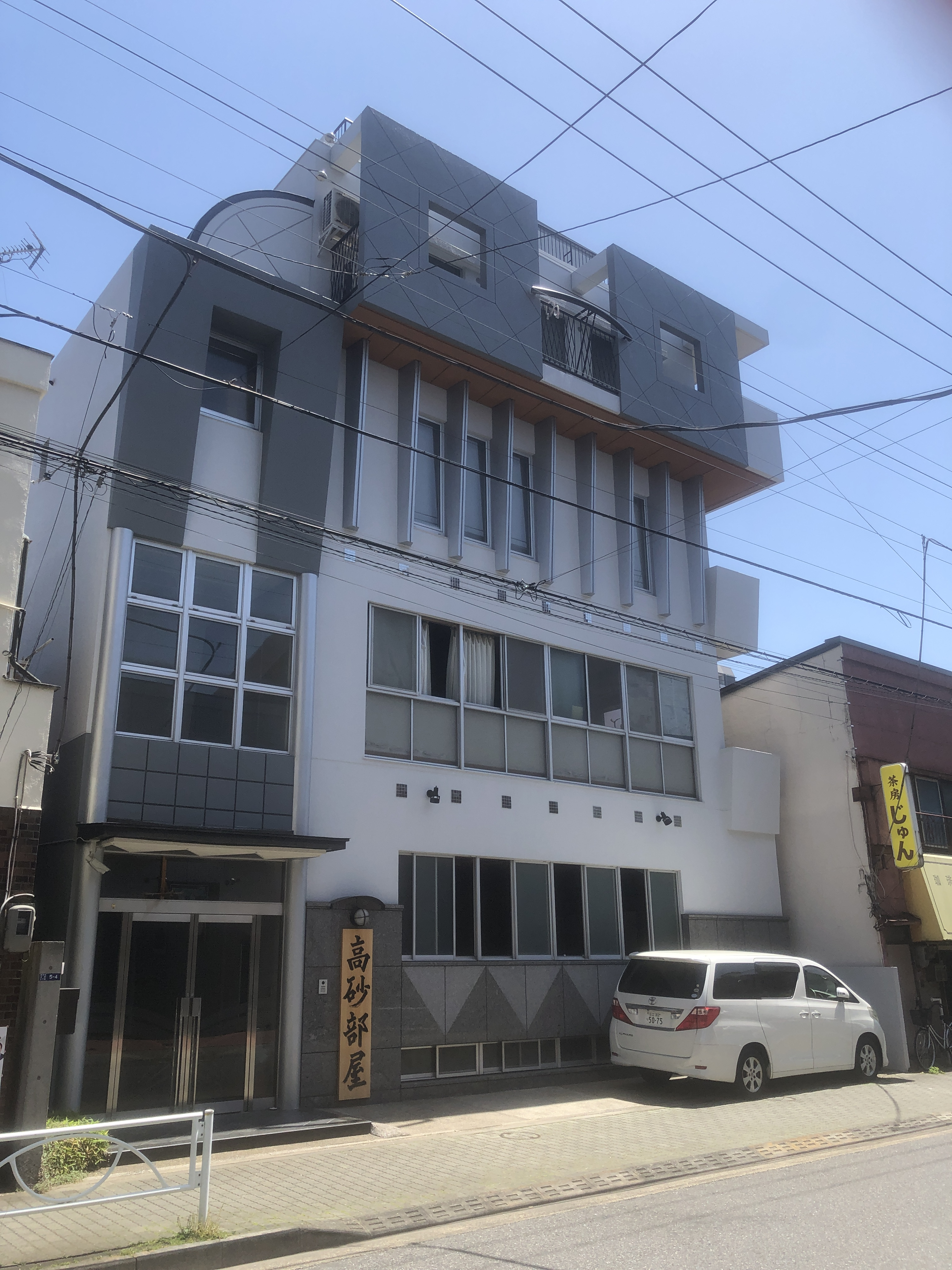
Fachada exterior de la antigua instalación utilizada por el Establo Takasago

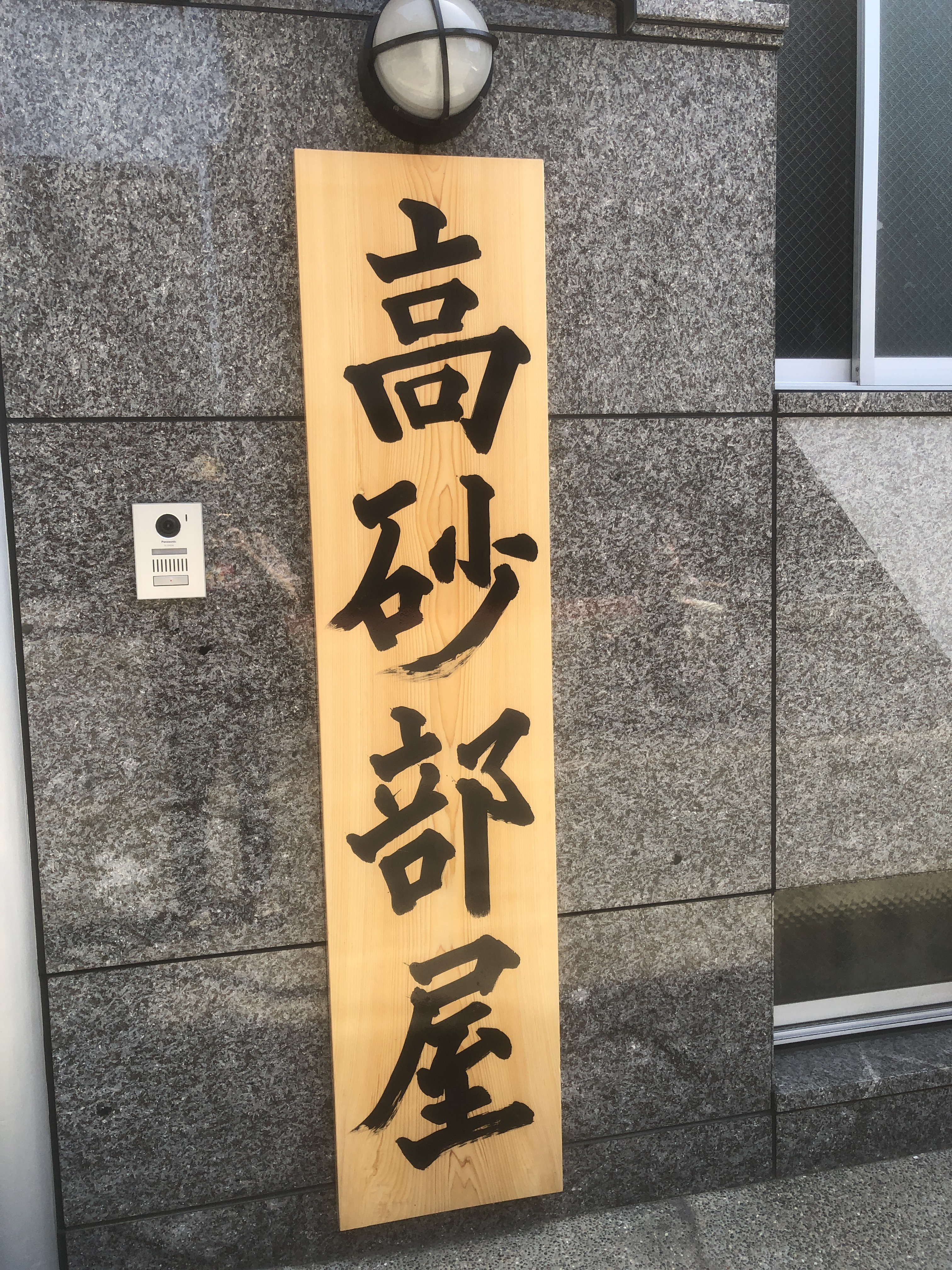
Placa de madera con el nombre del Establo Takasago

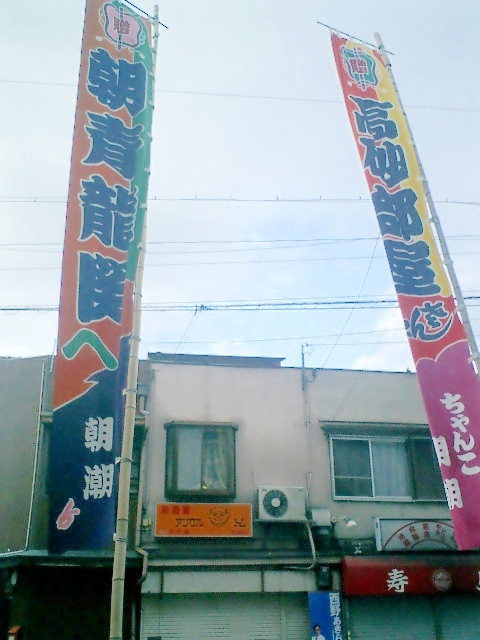
Banderín nobori con el nombre del Establo Takasago

El Establo Takasago (髙砂部屋 o 高砂部屋, Takasago-beya) es un establo de entrenamiento de sumo profesional. El recinto forma parte del ichimon Takasago del cual además es líder. El nombre del establo en japonés se escribe como "髙砂部屋", sin embargo, el primer kanji es raro de ver, por lo que a menudo es escrito como "高砂部屋".

## Historia
El establo Takasago fue fundado en 1873 por el ex maegashira Takasago Uragorō como el Takasago Kaisei-Gumi (高砂改正組), incorporándose luego a la Asociación de Sumo de Tokio en 1878. El establo Takasago ha producido a varios luchadores de sumo exitosos, incluyendo siete yokozuna y al primer ōzeki extranjero, el estadounidense Konishiki, además también fue hogar del trigésimo tercer (33°) Kimura Shōnosuke, el árbitro jefe o tate-gyōji.
En febrero de 2002, Takasago se fusionó con el establo Wakamatsu, por lo que el maestro Wakamatsu (ex ōzeki Asashio) asumió el control del establo. Entre los luchadores transferidos estuvo el futuro yokozuna Asashōryū. La degradación de Asasekiryū a la división makushita para el torneo de enero de 2017 dejó al establo sin sekitori por primera vez desde 1878. Sin embargo, al final de ese torneo, Asanoyama obtuvo su promoción a la división jūryō, asegurando el estatus de sekitori desde marzo. Para enero de 2023, el establo poseía un total de 25 luchadores. En noviembre de 2020, el ex sekiwake Asasekiryū asumió el control del establo como maestro principal, sucediendo a su maestro, Asashio.
En junio de 2021, el ōzeki Asanoyama recibió una suspensión por un año (seis torneos) tras haber violado los protocolos de sumo relacionados al COVID-19. Al mes siguiente, el maestro Takasago (ex sekiwake Asasekiryū), Asanoyama y otros seis luchadores de bajo rango en el establo dieron positivo para COVID-19.
En diciembre de 2024, Nikkan Sports reportó que el establo Takasago sería mudado a una nueva instalación de tres pisos la cual se encontraba en construcción en el barrio especial de Sumida, y ubicada más cerca del Ryōgoku Kokugikan. La nueva instalación contaría con más espacio para que los luchadores pudiesen entrenar y descansar. El establo luego confirmó que se mudarían al nuevo edificio el 2 de febrero de 2025. Ese día, el establo llevó a cabo una ceremonia dedicatoria para su nuevo heya en presencia del presidente de la Asociación Japonesa de Sumo, Hakkaku (ex yokozuna Hokutoumi), y el ex yokozuna del establo Asashōryū. El recién nombrado yokozuna Hōshōryū también realizó su ceremonia de entrada al ring en el establo para así consagrar el área de entrenamiento.
El establo Takasago obtuvo tres promociones a sekitori para el torneo de septiembre de 2025, siendo la primera vez que esto ocurre en el sumo desde las promociones del establo Sadogatake en septiembre de 1979.
El 28 de enero de 2025, el establo Takasago creó un canal de YouTube llamado "TAKASAGO SUMO TEAM  高砂部屋".

## Nombres de ring
Desde mediados de los años 90 y 2003, la gran mayoría de los luchadores de este establo adoptan nombres de ring o shikona con el prefijo "Asa" (朝), significando mañana, y extraído del nombre del anterior maestro y dueño del establo, Asashio, al igual que de sus predecesores los cuales poseyeron el mismo shikona durante sus años activos. Por ejemplo, el luchador anteriormente conocido como Tamaki, cambió su shikona a Asagyokusei cuando fue promovido a la división jūryō en 2019.

## Dueños
- 2020–presente: El octavo (8°) Takasago (ex sekiwake Asasekiryū)
- 2002–2020: El séptimo (7°) Takasago (ex ōzeki Asashio Tarō IV)
- 1988–2002: El sexto (6°) Takasago (ex komusubi Fujinishiki Takemitsu)
- 1971–1988: El quinto (5°) Takasago (el cuadragésimo sexto (46º) yokozuna Asashio Tarō III)
- 1942–1971: El cuarto (4°) Takasago (el trigésimo noveno (39º) yokozuna Maedayama Eigorō)
- 1915–1941: El tercer (3°) Takasago (ex ōzeki Asashio Tarō II)
- 1900–1914: El segundo (2°) Takasago (ex sekiwake Takamiyama[ja])
- 1871–1900: El primer (1°) Takasago (ex maegashira Takasago)

## Luchadores activos destacados
- Asanoyama (mejor rango: ōzeki)
- Asakōryū (mejor rango: maegashira)
- Asagyokusei (mejor rango: jūryō)
- Asashiyū[ja] (mejor rango: jūryō)
- Asanowaka[ja] (mejor rango: jūryō)
- Asahakuryū[ja] (mejor rango: jūryō)
- Ishizaki[ja] (mejor rango: jūryō)

## Entrenadores
- Wakamatsu Takehito (iin, ex maegashira Asanowaka)

## Asistentes
- Iyozakura[ja] (wakaimonogashira, ex jūryō, de nombre real: Masayuki Ichiki)

## Exmiembros destacados
- Nishinoumi I (el décimo sexto (16º) yokozuna)
- Konishiki Yasokichi I (el décimo séptimo (17º) yokozuna)
- Minanogawa (el trigésimo cuarto (34°) yokozuna)
- Maedayama (el trigésimo noveno (39º) yokozuna)
- Azumafuji (el cuadragésimo (40º) yokozuna)
- Asashio III (el cuadragésimo sexto (46º) yokozuna)
- Asashōryū (el sexagésimo octavo (68º) yokozuna)
- Zōgahana (ex ōzeki)
- Ichinoya (ex ōzeki)
- Asashio Tarō I (ex ōzeki)
- Tachihikari (ex ōzeki)
- Asashio Tarō II (ex ōzeki)
- Maenoyama (ex ōzeki)
- Asashio Tarō IV (ex ōzeki)
- Konishiki Yasokichi VI (ex ōzeki)
- Ōdate (sekiwake, luego ōzeki)
- Takamiyama Sōgorō (ex sekiwake)
- Takamiyama Torinosuke (ex sekiwake)
- Takamiyama Daigorō III (ex sekiwake)
- Fujizakura (ex sekiwake)
- Mitoizumi (ex sekiwake)
- Asasekiryū (ex sekiwake)
- Asabenkei (ex sekitori, mejor rango: jūryō #7)
- El trigésimo tercer (33°) Kimura Shōnosuke (de nombre real: Yōichi Nozawa, ex tate-gyōji)

## Gyōji
- Kimura Asanosuke (makuuchi gyōji, de nombre rela: Katsuya Ishida)
- Kimura Satoshi (makushita gyōji, de nombre real: Satoshi Maeda)

## Yobidashi
- Rikinojō (makuuchi yobidashi, de nombre real: Riki Tsuchida)
- Kunio (jūryō yobidashi, de nombre real: Kunio Maekawa)

## Tokoyama
- Tokoyumi (tokoyama de primera clase)

## Ubicación y acceso
2-30-1 Ishiwara, barrio especial de Sumida, Tokio. A 5 minutos caminando desde el Ryōgoku Kokugikan y la Estación Ryōgoku (Línea Chūō-Sōbu y Línea Toei Ōedo)